# Feud: Capote vs. The Swans
Feud: Capote vs. The Swans es la segunda temporada de la serie de televisión de antología de FX, Feud, creada por Ryan Murphy, se estrenó el 31 de enero de 2024 emitiendo sus dos primeros episodios y cada episodio estará disponible en Hulu al día siguiente de su emisión. Siendo dirigida por Gus Van Sant, Max Winkler, y Jennifer Lynch, y escrita por Jon Robin Baitz. La temporada de ocho episodios está basada en el libro Capote's Women: A True Story of Love, Betrayal, and a Swan Song for an Era, de Laurence Leamer. 

## Sinopsis
El aclamado escritor Truman Capote se rodea de un círculo de mujeres de la alta sociedad, acaudaladas y glamurosas socialités que definieron una época pasada de la alta sociedad neoyorquina, a las que apodó (The Swans) «las Cisnes». Hermosas y distinguidas, el grupo incluía a la gran dama Barbara Babe Paley, Slim Keith, C.Z. Guest y Lee Radziwill. Encantado y cautivado por estas personalidades, Capote se introdujo en sus vidas, entabló amistad con ellas y se convirtió en su confidente, para finalmente traicionarlas escribiendo relatos apenas velados de sus vidas, exponiendo sus secretos más íntimos. La publicación en Esquire de un extracto de Plegarias atendidas, la obra maestra planeada por Capote, destruyó su relación con sus cisnes, le desterró de la alta sociedad que tanto amaba y le sumió en una espiral de autodestrucción de la que nunca se recuperaría.

## Elenco y personajes

### Principales
- Naomi Watts como Babe Paley
- Diane Lane como Slim Keith
- Chloë Sevigny como C. Z. Guest
- Calista Flockhart como Lee Radziwill
- Demi Moore como Ann Woodward
- Molly Ringwald como Joanne Carson
- Treat Williams como Bill Paley
- Joe Mantello como Jack Dunphy
- Russell Tovey como John O'Shea
- Tom Hollander como Truman Capote

### Recurrentes
- Rebecca Creskoff como Happy Rockefeller
- Roya Shanks como Louisa Firth
- Jamie Askwe como Jennifer Jones
- Scott Zimmerman como David O. Selznick
- David Healy como Nelson Rockefeller
- Jessica Lange como Lillie Mae Faulk, madre de Capote
- Ella Beatty como Kerry O'Shea
- Daniel Adaro como Chris O'Shea
- Tom Stratford como Bill Blass
- Marin Ireland como Katharine Graham
- Alison Wright como Pamela Harriman
- Pawel Szajda como Albert Maysles
- Yuval David como David Maysles
- Chris Chalk como James Baldwin
- Peter Scanavino como Rogan
- Charlotte Cronin como Cornelia Guest
- Jessica DiGiovani como Kate Paley
- Dennis Staroselsky como Stanley Siegel
- Dan Cordle como Joe Capote
- Jeffrey Grover como Richard Avedon

## Episodios
| N.º en serie | N.º en temp. | Título                                | Dirigido por   | Escrito por     | Fecha de emisión original | Código de prod. | Audiencia (millones) |
| ------------ | ------------ | ------------------------------------- | -------------- | --------------- | ------------------------- | --------------- | -------------------- |
| 9            | 1            | «Pilot»                               | Gus Van Sant   | Jon Robin Baitz | 31 de enero de 2024       | 3WBB01          | 0.461                |
| 10           | 2            | «Ice Water in Their Veins»            | Gus Van Sant   | Jon Robin Baitz | 31 de enero de 2024       | 3WBB02          | 0.263                |
| 11           | 3            | «Masquerade 1966»                     | Gus Van Sant   | Jon Robin Baitz | 7 de febrero de 2024      | 3WBB03          | 0.298                |
| 12           | 4            | «It's Impossible»                     | Gus Van Sant   | Jon Robin Baitz | 14 de febrero de 2024     | 3WBB04          | 0.259                |
| 13           | 5            | «The Secret Inner Lives of Swans»     | Max Winkler    | Jon Robin Baitz | 21 de febrero de 2024     | 3WBB06          | 0.342                |
| 14           | 6            | «Hats, Gloves and Effete Homosexuals» | Gus Van Sant   | Jon Robin Baitz | 28 de febrero de 2024     | 3WBB05          | 0.281                |
| 15           | 7            | «Beautiful Babe»                      | Jennifer Lynch | Jon Robin Baitz | 6 de marzo de 2024        | 3WBB07          | 0.297                |
| 16           | 8            | «Phantasm Forgiveness»                | Gus Van Sant   | Jon Robin Baitz | 13 de marzo de 2024       | 3WBB08          | 0.307                |

## Producción

### Desarrollo
FX renovó la serie para una segunda temporada en febrero de 2017, con Ryan Murphy y Jon Robin Baitz adjuntos como guionistas, con un enfoque inicial en la relación entre el Rey Carlos III y la fallecida Princesa Diana.
Sin embargo, en abril de 2022, el enfoque se centró en Truman Capote y su tempestuosa relación con la alta sociedad neoyorquina, con Gus Van Sant como director y Naomi Watts como protagonista.
Baitz adaptó el libro Capote's Women: A True Story of Love, Betrayal, and a Swan Song for an Era de Laurence Leamer para la temporada. Entre los productores ejecutivos de la serie se encuentran Murphy, Alexis Martin Woodall, Baitz, Van Sant, Dede Gardner, Jeremy Kleiner, Watts, Eric Kovtun y Scott Robertson.
Fue el último proyecto de Treat Williams antes de su muerte en 2023.

### Casting
En agosto de 2022, se anunció que Tom Hollander se unió al elenco, interpretando a Truman Capote, y al elenco también se unieron Diane Lane y Calista Flockhart. En septiembre de 2022, se anunció que Demi Moore y Molly Ringwald se unieron al elenco. En octubre de 2022, Ella Beatty y Treat Williams se unieron al elenco. En noviembre de 2022, se anunció que Joe Mantello se unió al elenco.
En febrero de 2023, se anunció que Vito Schnabel se unió al elenco. En marzo de 2023, se anunció que Chris Chalk se unió al elenco. En diciembre de 2023, Ryan Murphy anunció el regreso de Jessica Lange al elenco, mientras que Russell Tovey se unió al elenco.

### Rodaje
El rodaje comenzó en Nueva York en otoño de 2022.

## Lanzamiento
Feud: Capote vs. The Swans estrenará sus dos primeros episodios el miércoles 31 de enero de 2024, y todos los episodios estarán disponibles en Hulu al día siguiente. En territorios internacionales estará disponible en Disney+ (a través de Star), en España se verá en HBO y en Latinoamérica estará disponible en Star+.